# Jean-Roger Thorelle
Jean-Roger Thorelle, né le 7 décembre 1913 à Paris et mort pour la France le 23 août 1944 à Fresnes, est un commerçant et résistant français.

## Biographie
Jean-Roger Thorelle tient avec son épouse Aimée Thorelle une crèmerie à l'enseigne d’À la ferme de Rambouillet au 90, Grande-Rue à Bourg-la-Reine. Le couple a trois filles (Paula, Lucienne, and Françoise). Il livre le lait de bon matin aux Réginaburgiens.
Caporal des FFI, il est arrêté le 21 août 1944 rue Angot (actuelle rue de la République) à Bourg-la-Reine avec M. Place, lequel est abattu sur place. Il est conduit à la prison de Fresnes, torturé et exécuté quelques heures avant l'attaque de la prison par capitaine de Witasse de la 2e division blindée du général Leclerc, ,,. Il est le dernier fusillé de la prison de Fresnes.
La municipalité apprend la nouvelle au lendemain de l'attaque de la prison et lui organise le 26 août 1944 des funérailles solennelles et son inhumation au cimetière de Bourg-la-Reine (division 16).

## Hommages

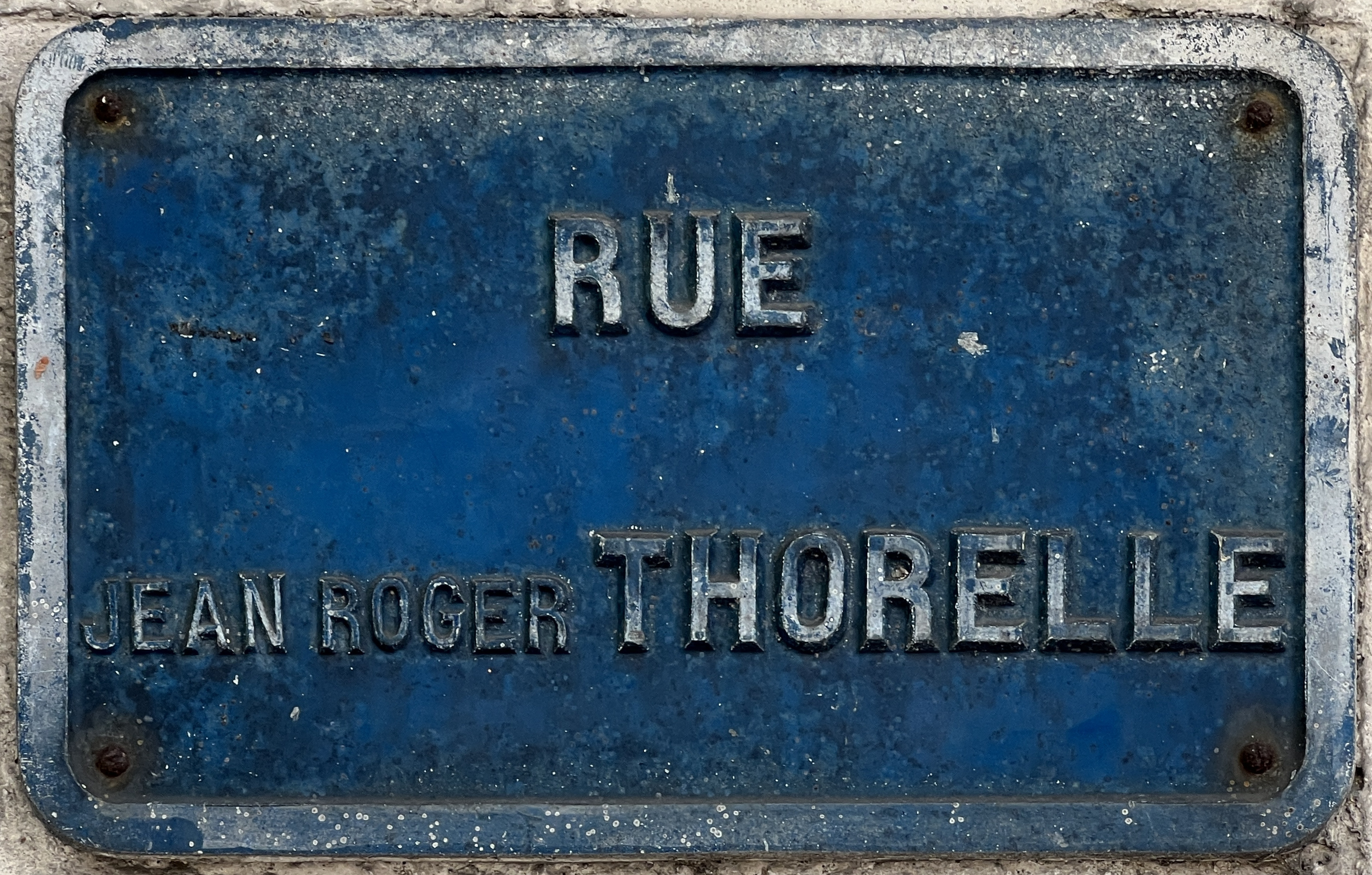
Une des plaques de la rue Jean-Roger Thorelle.

- La Ville de Bourg-la-Reine a donné le nouveau nom de rue Jean-Roger-Thorelle à l'ancienne rue de la Madeleine, le 3 décembre 1946.